# Chemin de Stevenson
Le chemin de Stevenson est le nom donné au sentier de grande randonnée 70 ou GR 70, en référence au parcours effectué à travers les Cévennes, en compagnie d'une ânesse, par l'écrivain écossais Robert Louis Stevenson à l'automne 1878.

## Le voyage de Stevenson
En 1878, Stevenson a 28 ans et rêve d'embrasser la carrière d'écrivain. S'il a déjà publié quelques nouvelles et un récit de voyage, ses écrits demeurent assez confidentiels et sont bien loin de toucher le grand public ainsi que le fera son premier succès populaire, L'Île au trésor, cinq ans plus tard. Sa vie personnelle est plutôt compliquée : issu d'un milieu aisé, il est financièrement dépendant de son père Thomas, lequel voit d'un assez mauvais œil la vie de bohème que mène son fils ainsi que ses ambitions littéraires ; côté cœur, en pleine époque victorienne, il fréquente Fanny Osbourne, une femme mariée (mais séparée de son mari) et mère de deux enfants. Lorsqu'en août 1878 cette dernière repart en Californie, Stevenson sombre dans la déprime.
Pour se changer les idées, il part en voyage dans le sud de la France et finit par s'installer au Monastier en Haute-Loire, dans une petite pension, où il réside plusieurs semaines, multipliant promenades et petites excursions dans les environs.
C'est à la mi-septembre qu'il conçoit le projet de traverser à pied les Cévennes.
En 1879, est publié Travels with a Donkey in the Cévennes (Voyage avec un âne dans les Cévennes), récit de sa randonnée dans le pays des Camisards.

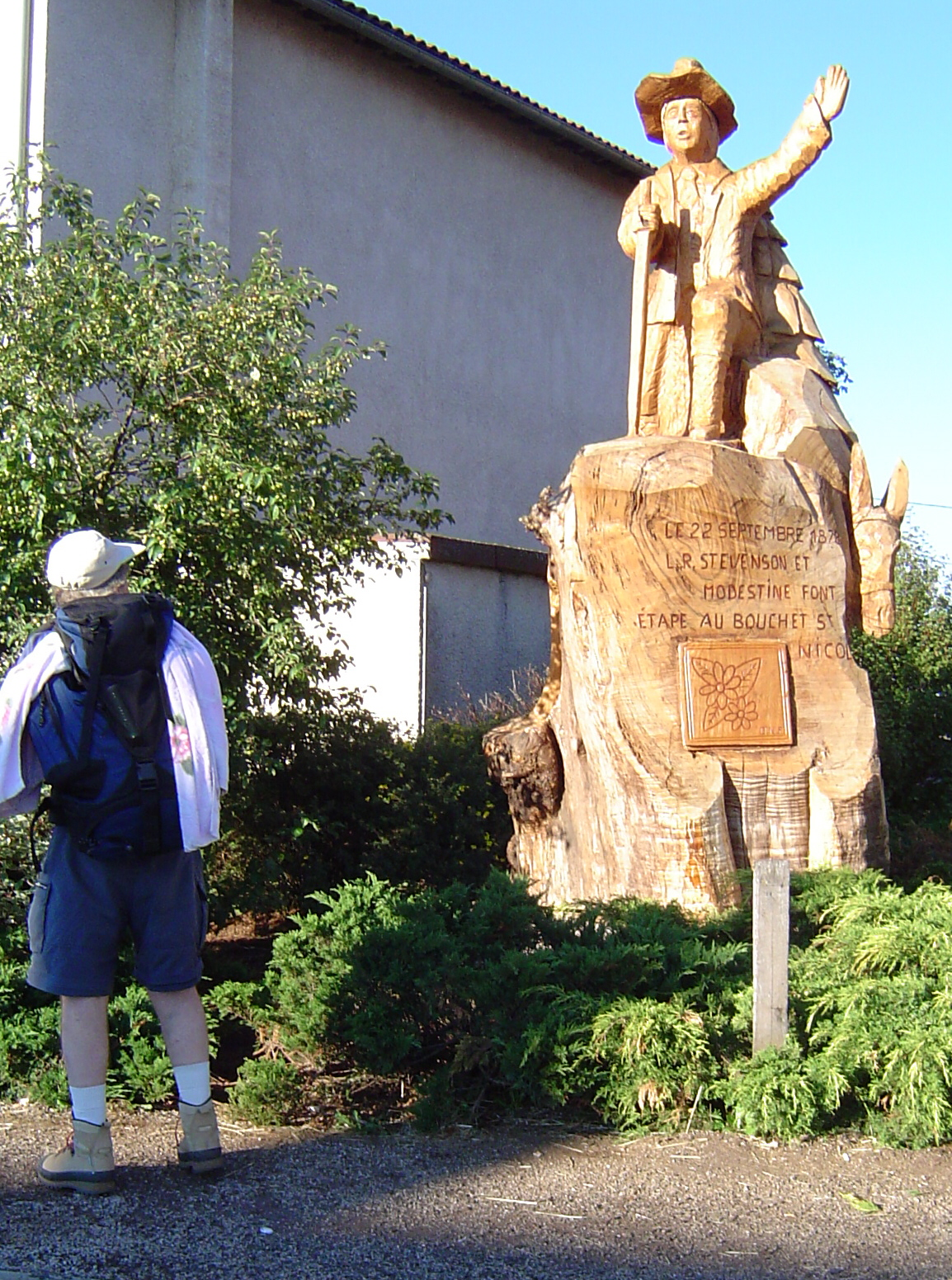
Sculpture commémorative au Bouchet-Saint-Nicolas.
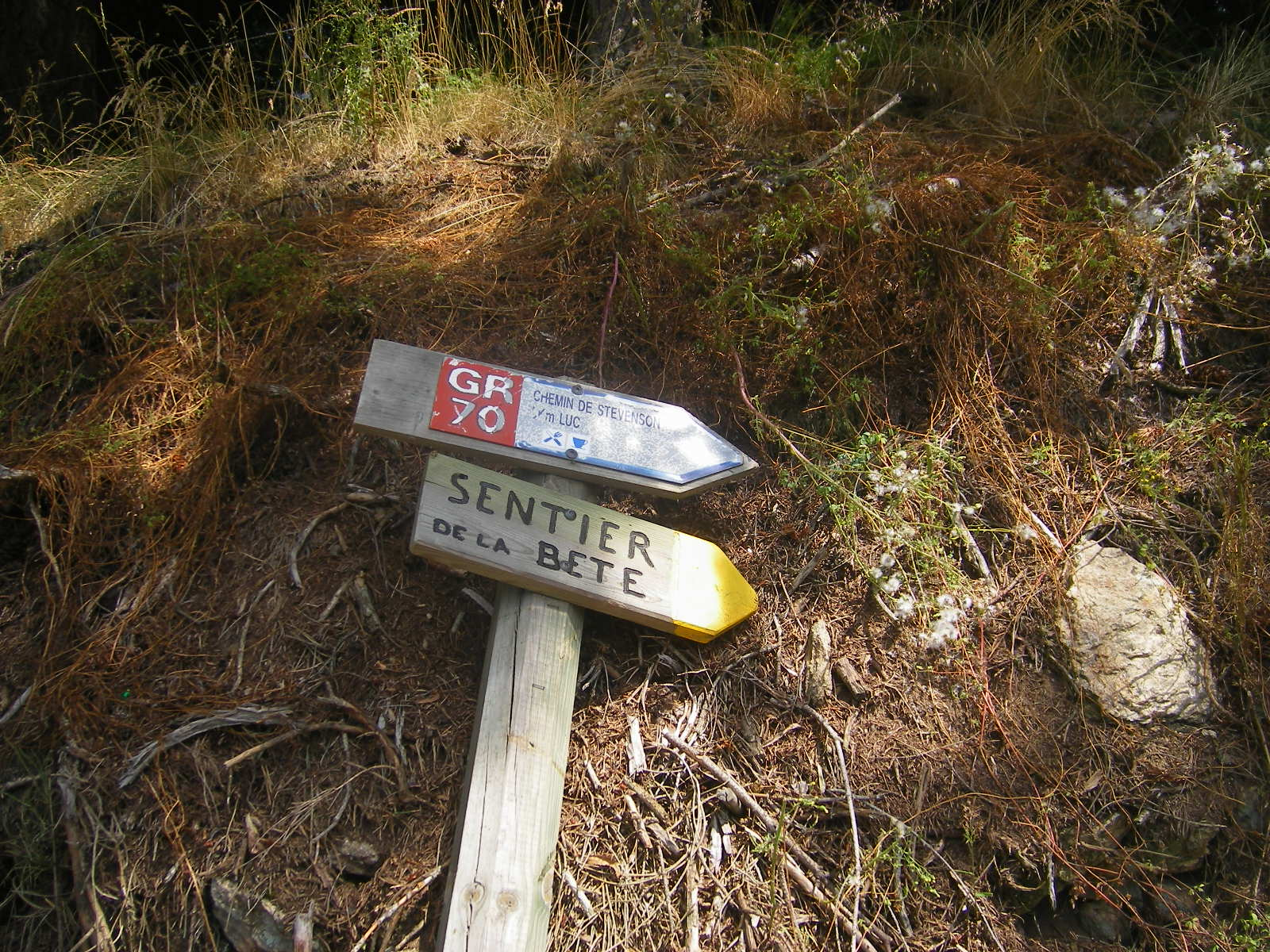
Le GR 70 à Espradels (commune de Luc).
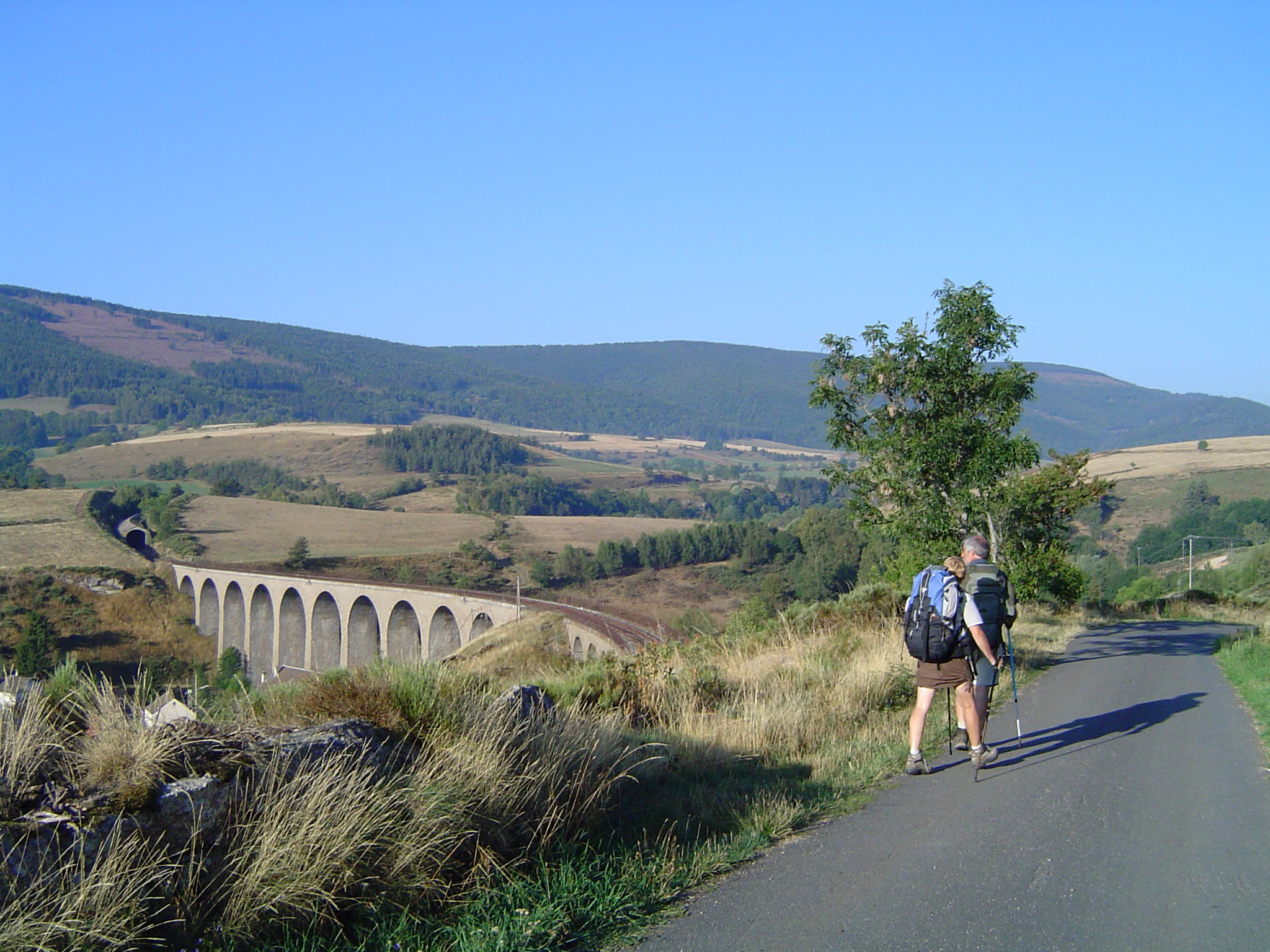
Sur le chemin de Stevenson près du viaduc de Mirandol, Chasseradès, Montagne du Goulet.
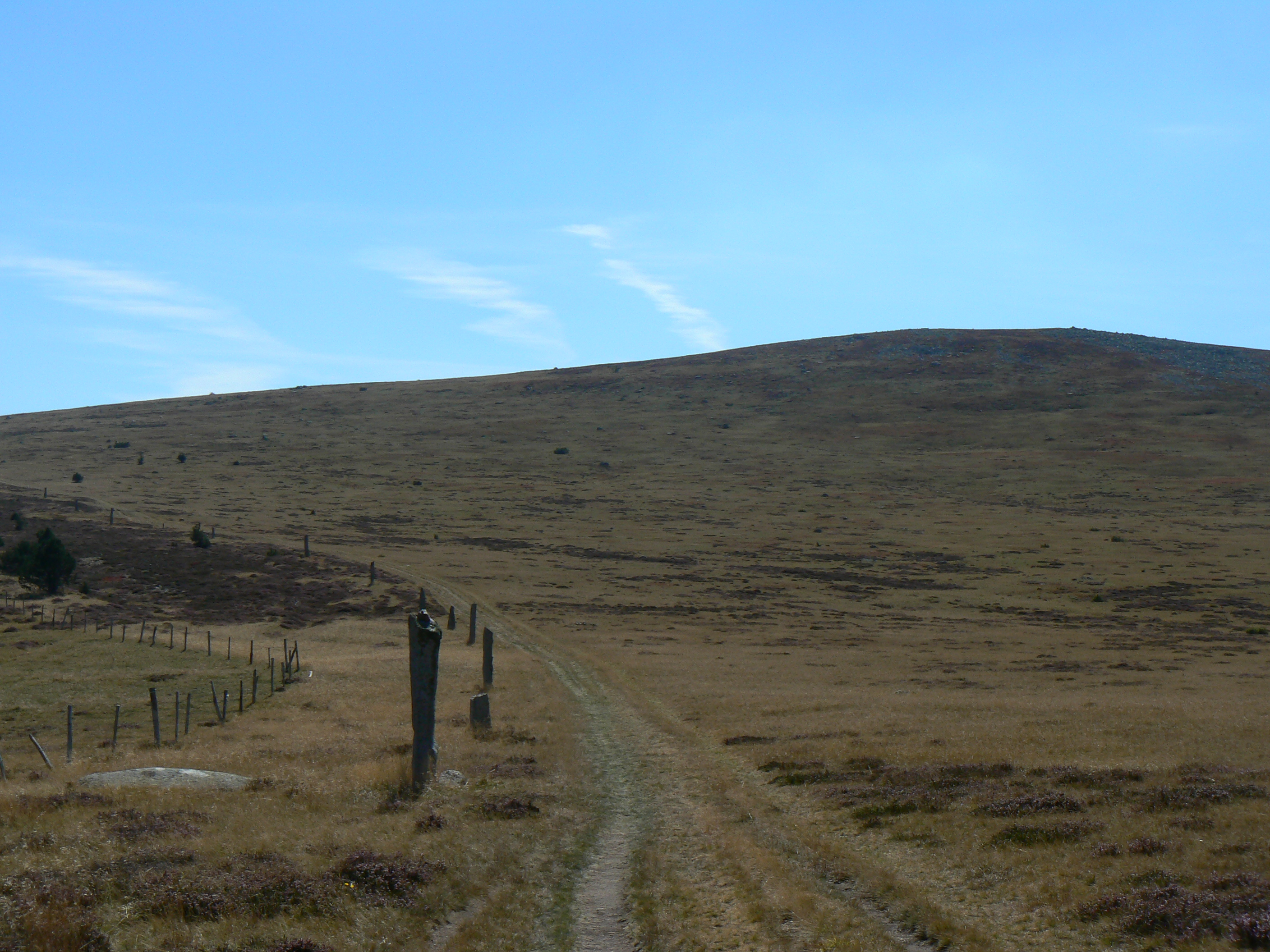
Le sentier de Stevenson non loin du pic de Finiels entre la station du mont Lozère et le Pont de Montvert.
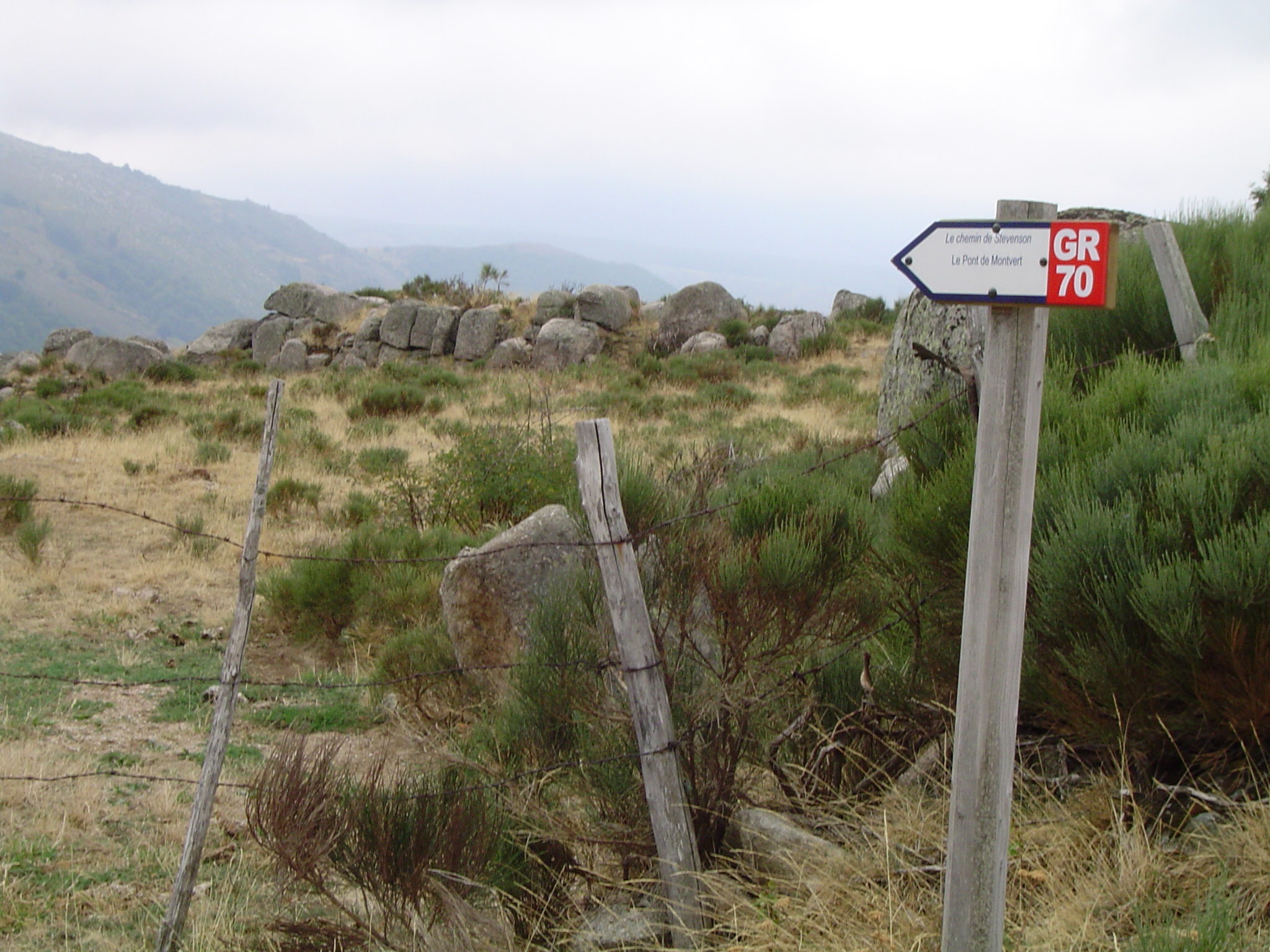
Le sentier de Stevenson descend du mont Lozère vers Pont-de-Montvert.
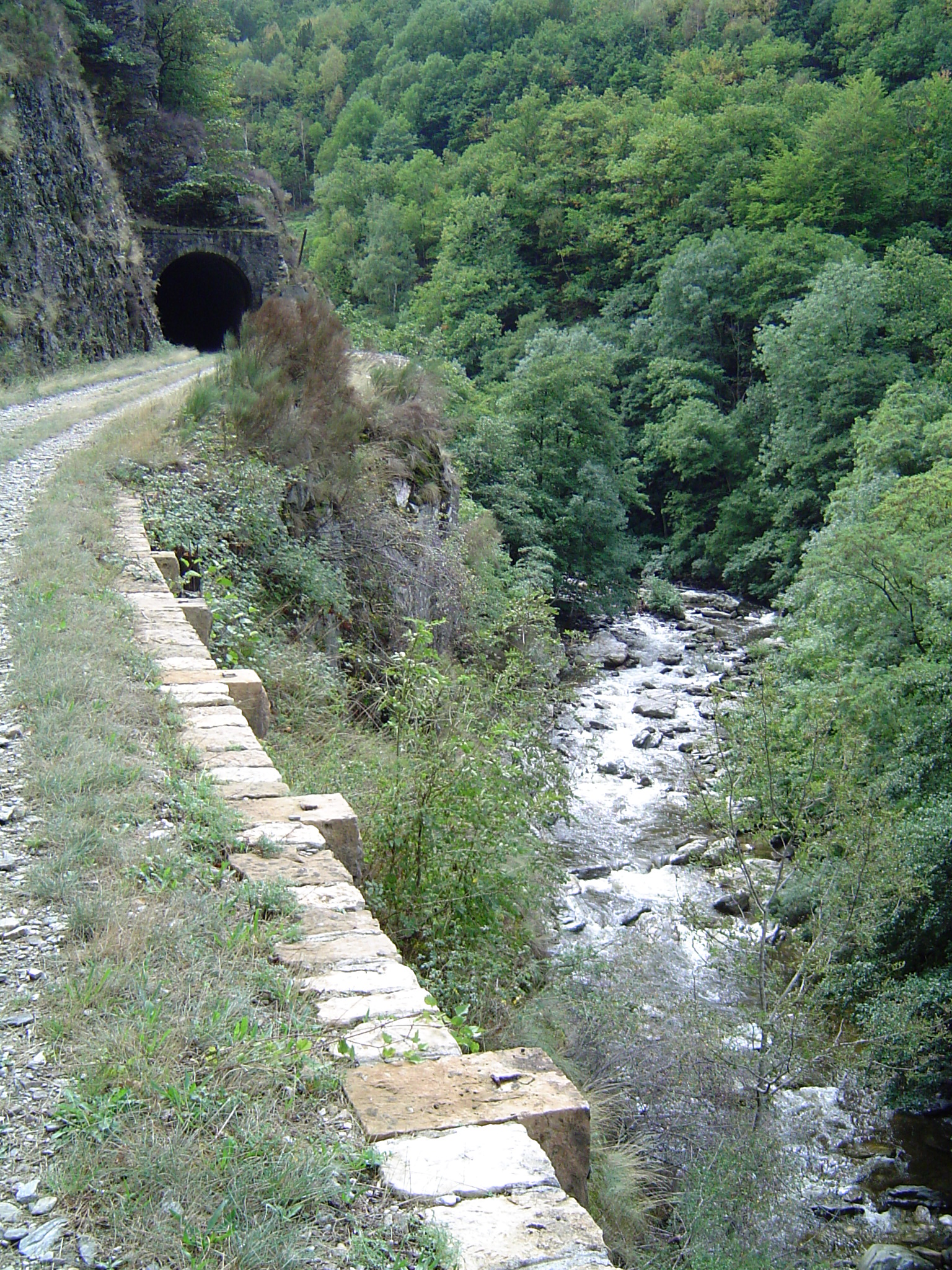
Le chemin de Stevenson au long de la Mimente aux environs de Saint-Julien-d'Arpaon.
Logo de l'association « Sur le chemin de Robert Louis Stevenson ».

## Itinéraire
L'itinéraire du GR 70, correspondant à peu près à celui de Stevenson en 1878, est le suivant.
| Étapes indicatives                                   | Lieux traversés                                                          | Distance selon TopoGuides GR 70 |
| ---------------------------------------------------- | ------------------------------------------------------------------------ | ------------------------------- |
| Le Puy-en-Velay — Le Monastier-sur-Gazeille          | Coubon                                                                   | 19,3 km                         |
| Le Monastier-sur-Gazeille — Le Bouchet-Saint-Nicolas | Courmarcès, Saint-Martin-de-Fugères, Goudet, Montagnac, Ussel, Bargettes | 23,9 km                         |
| Le Bouchet-Saint-Nicolas — Langogne                  | Landos, Jagonas, Arquejol, Pradelles                                     | 27,2 km                         |
| Langogne — Cheylard-l'Évêque                         | Saint-Flour-de-Mercoire, Sagnerousse, Fouzillac                          | 15,9 km                         |
| Cheylard-l'Évêque — La Bastide-Puylaurent            | Luc, Rogleton, (Abbaye Notre-Dame-des-Neiges)                            | 26,5 km                         |
| La Bastide-Puylaurent — Le Bleymard                  | Chasseradès, Les Alpiers                                                 | 29,3 km                         |
| Le Bleymard — Le Pont-de-Montvert                    | col Santel, station de ski du mont Lozère, sommet de Finiels, Finiels    | 19,3 km                         |
| Le Pont-de-Montvert — Florac                         | sommet du Bougès, col du Sapet, (Mijavols), Bédouès                      | 28,5 km                         |
| Florac — Saint-Germain-de-Calberte                   | Saint-Julien-d'Arpaon, gare de Cassagnas, col de la Pierre Plantée       | 32,4 km                         |
| Saint-Germain-de-Calberte — Saint-Jean-du-Gard       | Saint-Étienne-Vallée-Française, col Saint-Pierre                         | 21,6 km                         |
| Saint-Jean-du-Gard — Alès                            | col d'Uglas, croix de Sauvage                                            | 24 km                           |
|                                                      | Total (variante par ND-des-Neiges)                                       | 267,9 km 272,9 km               |

## Influences
Le chemin de Stevenson est le support du film Antoinette dans les Cévennes de Caroline Vignal. L'actrice principale, Laure Calamy, y joue avec l'âne Patrick. Présenté en Sélection officielle du Festival de Cannes 2020, le film vaut ensuite à Laure Calamy de remporter le César de la meilleure actrice 2021 pour sa prestation. 

### Filmographie
- 2020 : Antoinette dans les Cévennes, film français de Caroline Vignal